# Afrânio Melo
Afrânio Melo (Santo Amaro, Bahia, 18 de janeiro de 1948) é um compositor de música popular brasileira. Compôs a canção de grande sucesso Praia de Ramos, gravada pelo músico Dicró.

## Obras
- "Amor, Amor" (com Joel Teixeira)
- "Chega de Charme" (com Bebeto e Joia)
- "Itinernário do Samba" (com Roma)
- "Nega Marinha" (com Osvaldo Melo)
- "O Falso Barão" (com Osvaldo Melo)
- "Pega Ladrão" (com Osvaldo Melo)
- "Praia de Ramos"[3] (com Osvaldo Melo e Ivanir Miranda)